# プレッツィ
プレッツィ、プレッツェモーロ（Prezzemolo）はイタリアのマスコットキャラクター。

## 歴史
このキャラクターは、イタリアにある遊園地であるガルダランド（Gardaland）のマスコットキャラクターとして1985年に誕生した。
ガルダランドは1975年開園の小さな遊園地であったが、開園10周年記念として「おとぎ話」をモチーフとしたマスコットキャラクターを作ることを決定し、Valerio　Mazzoli　Studiosがデザインを手がけた。
こうして出来たキャラクターは、ずっしりとした文字通りのドラゴンで、体の色も濃い緑色。まさにPrezzemolo＝パセリの名にふさわしいものであった。
だが、この「中世の城の砦にいそうな」キャラクターは、子供達への人気はｲﾏｲﾁであった。
そこで登場から2年後の1987年、多少のデフォルメを行う。が、それでもまだ不十分だったのでさらに4後の1991年、別のデザイナーによって大きくデザインを変えることとなった。
さらに1995年、ガルダランドはその知名度を上げるためにこのキャラクターを活用して、漫画「PREZZEMOLO」の連載を開始させた。
2002年にはアニメーションが出来て、イタリア第一放送にて放映された。（全２６話）